# Europäischer Schuldentilgungspakt
Der Europäische Schuldentilgungspakt (auch Europäischer Schuldentilgungsfonds genannt) ist die Bezeichnung für einen wirtschafts- und finanzpolitischen Vorschlag zur künftigen Stabilitätsordnung in der Europäischen Union. Er wurde 2011 während der Euro-Krise vom Sachverständigenrat zur Begutachtung der gesamtwirtschaftlichen Entwicklung erarbeitet.
Das Konzept sieht vor, die Verschuldung der Euro-Staaten mit einer Verschuldungsrate von mehr als 60 Prozent der jährlichen Wirtschaftsleistung (BIP) in einem Zeitraum von 20 bis 25 Jahren auf Basis einer gemeinsamen Haftung abzubauen. Dies soll eine Alternative zu der ebenfalls diskutierten Einführung von EU-Anleihen darstellen.

## Funktionsweise des Tilgungspakts
Teilnahmestaaten des Tilgungspakts können alle Länder der Euro-Zone sein, jedoch mindestens die Staaten, welche zu einem noch festzulegenden Stichtag eine Schuldenstandsquote haben, die 60 % des Bruttoinlandsprodukts übersteigt. Dies wären derzeit Deutschland, Frankreich, Italien, Spanien, Irland, die Niederlande, Belgien, Österreich, Zypern und Malta. Ausgeschlossen wären die Länder, die den Europäischen Stabilitätsmechanismus (ESM) in Anspruch nehmen, wie etwa Griechenland.
Alle Staatsschulden, welche die 60-%-Grenze übersteigen, sollen in einen Schuldentilgungsfonds mit gemeinschaftlicher Haftung ausgelagert werden. Der Schuldentilgungsfonds würde gemeinsame Anleihen ausgeben, dessen Erträge dazu dienen, die Teilnehmerländer zu refinanzieren. Für diese Papiere würden die Staaten gemeinsam haften. Dadurch ergäbe sich für die Krisenländer ein Zinsvorteil, Staaten wie Deutschland würden derzeit höhere Zinsen zahlen müssen. Die Staaten verpflichten sich gleichzeitig, ihre ausgelagerten Schulden innerhalb von 20 bis 25 Jahren zurückzuzahlen. Dazu werden sie verpflichtet, Sicherheiten zu hinterlegen, verbindliche Konsolidierungs- und Strukturreformpläne durchzuführen, nationale Schuldenbremsen in den Verfassungen einzuführen und jährlich einen Teil ihrer Schuld zu tilgen. Eine erneute Überschreitung von 60 Prozent des BIP (Gesamtschulden) oder 0,5 % (Haushaltsdefizit) soll nicht zulässig sein.
Im Unterschied zu EU-Anleihen sind die vom Schuldentilgungsfonds aufgenommenen Schulden zeitlich und vom Volumen her begrenzt. Durch die verbindliche Tilgung der Schulden würde sich der Fonds nach einiger Zeit selbst abschaffen. Da das Volumen begrenzt ist, kann dieses nach Umsetzung des Vorschlages nur sinken.

## Finanzielle Größenordnung
Gemessen an den Zahlen aus dem Jahr 2011 könnte der gemeinsame Fonds laut dem Sachverständigenrat insgesamt rund 2,3 Billionen Euro erreichen. Italien hätte mit fast einer Billion Euro (41 Prozent) den größten Anteil daran, Deutschlands Anteil läge bei 600 Milliarden Euro (25 Prozent).

## Standpunkte
In Deutschland befürworten die SPD und Bündnis 90/Die Grünen einen Schuldentilgungsfonds, während CDU, CSU und FDP diesen ablehnen.
Bundeskanzlerin Angela Merkel lehnte 2011 diesen Vorschlag für die Bundesregierung ab.